# Fort Lauderdale
Fort Lauderdale [fɔrt lɔːdr̩dɛjl]IPA je město v americkém státě Florida na východním pobřeží Spojených států amerických, sídlo okresu Broward. Podle odhadů Amerického statistického úřadu zde v roce 2007 žilo 183 606 obyvatel. Fort Lauderdale je zároveň hlavním městem metropolitní oblasti Jižní Florida, kde žije 5 413 212 obyvatel.
Jde o oblíbenou turistickou destinaci. V roce 2006 jej navštívilo 10,35 milionu návštěvníků. Pro svůj rozsáhlý a složitý systém vodních kanálů je někdy označováno jako „americké Benátky.“ K městu přiléhá přes 10 kilometrů pláží. Město je hlavním jachtařským centrem (ve 100 přístavech a loděnicích zde kotví na 42 tisíc jachet). Fort Lauderdale se nachází zhruba 37 kilometrů severně od Miami. Ve městě a jeho okolí se nachází přes 4100 restaurací a 120 nočních klubů.

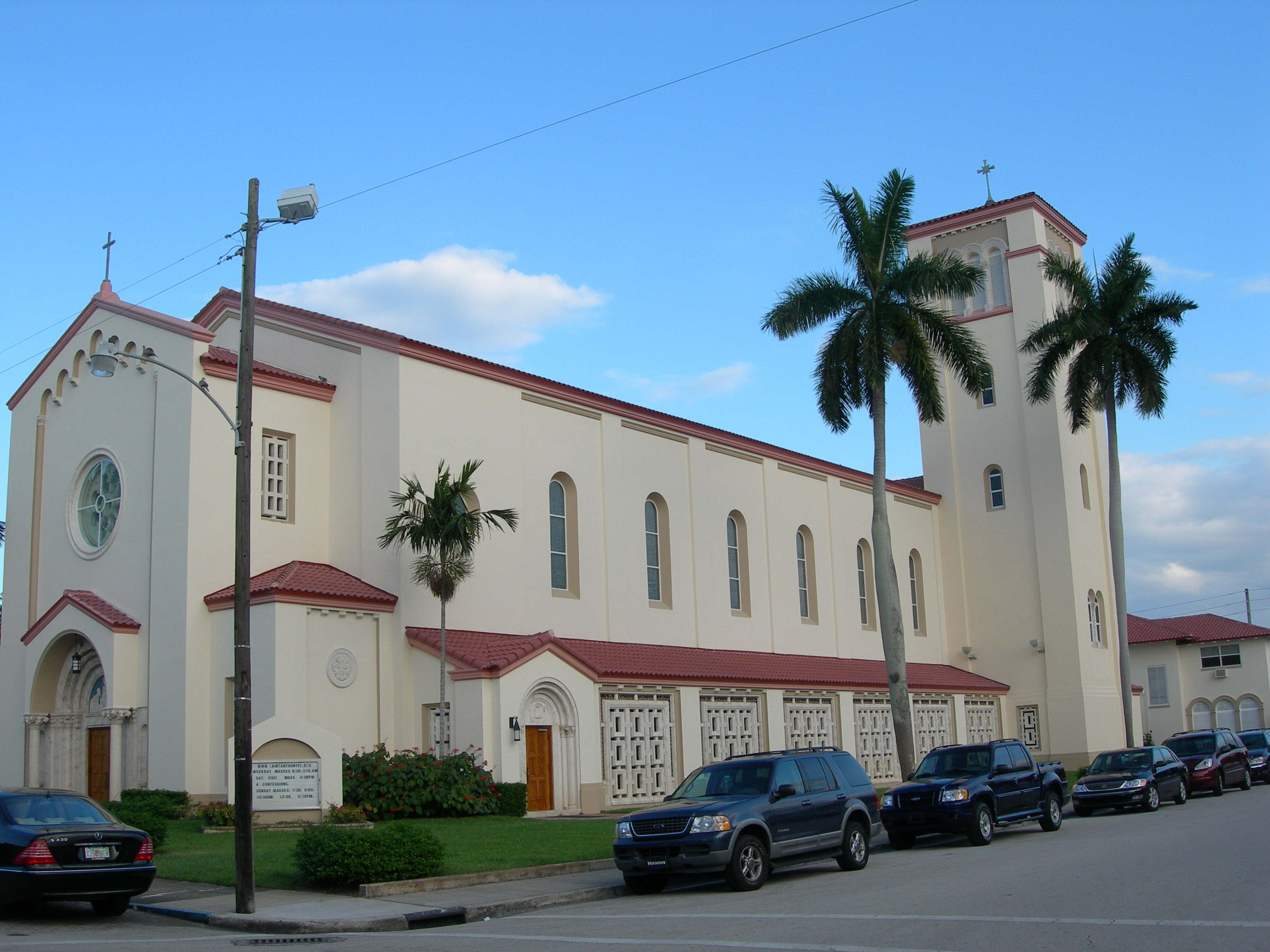
Kostel sv. Antonína

Město bylo pojmenováno po sérii pevností postavených Spojenými státy během druhé seminolské války. Ty byly pojmenovány po majoru Williamu Lauderdalovi, který byl velitelem výsadku vojáků, kteří postavili první pevnost.

## Podnebí
Letní, tzv. "mokré" sezóny od května do října jsou horké, vlhké a deštivé s maximálními teplotami 30 - 32 °C a minimálními teplotami 22 - 24 °C. Tato sezóna přináší také časté odpolední či večerní bouře.
Zimní, tzv. "suché" sezóny od listopadu do dubna jsou teplé a většinou bezdeštné, s průměrnými maximálními teplotami 24 - 28 °C a minimálními teplotami 15 - 19 °C. I tak se přes město během této sezóny přeženou časté studené fronty (16 - 21 °C maxima a 4 - 10 °C minima). Poslední sníh nad městem padal 19. ledna 1977.
| Měsíc    | Sezóna | Průměrná teplota (°C) | Průměrné srážky (cm) |
| -------- | ------ | --------------------- | -------------------- |
| Leden    | zimní  | 19, 5                 | 7, 47                |
| Únor     | zimní  | 20, 5                 | 6, 86                |
| Březen   | zimní  | 21, 5                 | 9, 93                |
| Duben    | zimní  | 23, 5                 | 16, 8                |
| Květen   | léto   | 26                    | 25, 43               |
| Červen   | léto   | 27                    | 17, 02               |
| Červenec | léto   | 28                    | 17, 48               |
| Srpen    | léto   | 28                    | 20, 98               |
| Září     | léto   | 28                    | 16, 36               |
| Říjen    | zimní  | 26                    | 11, 61               |
| Listopad | zimní  | 23                    | 6, 73                |
| Prosinec | zimní  | 21                    | 7, 11                |

## Charakter města
Ekonomika města je silně závislá na cestovním ruchu. Mezi lety 1940 - 1980 byla Fort Lauderdale oblíbenou vysokoškolskou destinací během jarním prázdnin. Nyní do města jezdí především zámožní turisté, studentský zájem se naopak stále více zmenšuje.
Ve městě leží 23 veřejných škol. Dále jsou zde instituty a oddělení předních vysokých škol (např. Broward Community College, Florida Atlantic University, Florida International university, Kaplan University a další).
Fortlauderdaleská mezinárodní výstava lodí je třetí největší na světě.
Dopravu zde zajišťují městské autobusové linky a železnice (4 nádraží), plánuje se výstavba moderní tramvajové sítě v centru města.
Mezinárodní letiště Fort Lauderdale - Hollywood je hlavní městské letiště a díky vytíženému provozu především nízkonákladových leteckých společností se pomalu stává největším letištěm v zemi. Městu dále slouží miamské letiště a letiště Palm Beach. Port Everglades ve městě je třetí největší americký lodní přístav.
Město je známo také jako kulturní, zpravodajské a sportovní centrum Floridy, mj. se zde nachází řada muzeí, kin, známý bleší trh; ve městě leží také Mezinárodní plavecká síň slávy a přiléhá k němu národní park Hugh Taylor Birch.
Zajímavostí města je umělý útes Osborne Reef, zhotovený z pneumatik.

## Galerie

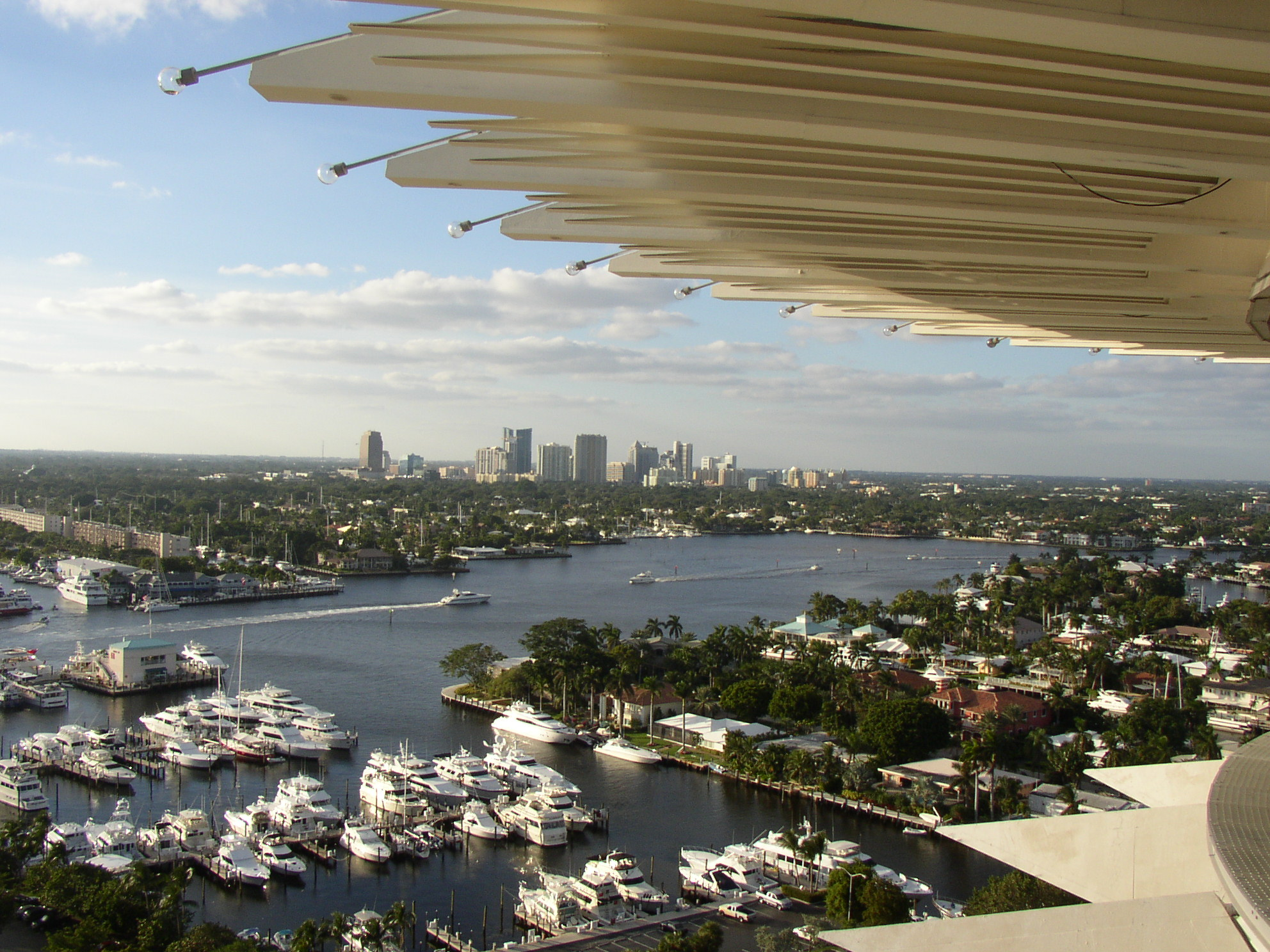
Pohled na jeden z mnoha přístavů a centrum
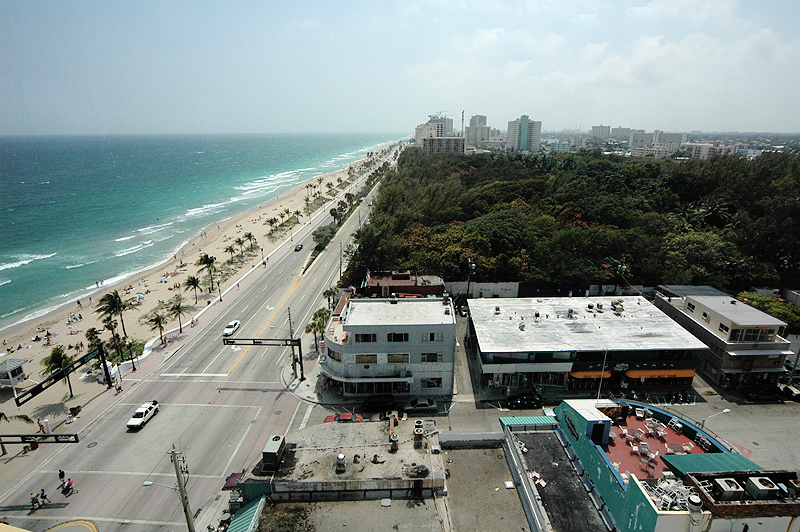
Fort Lauderdale Beach
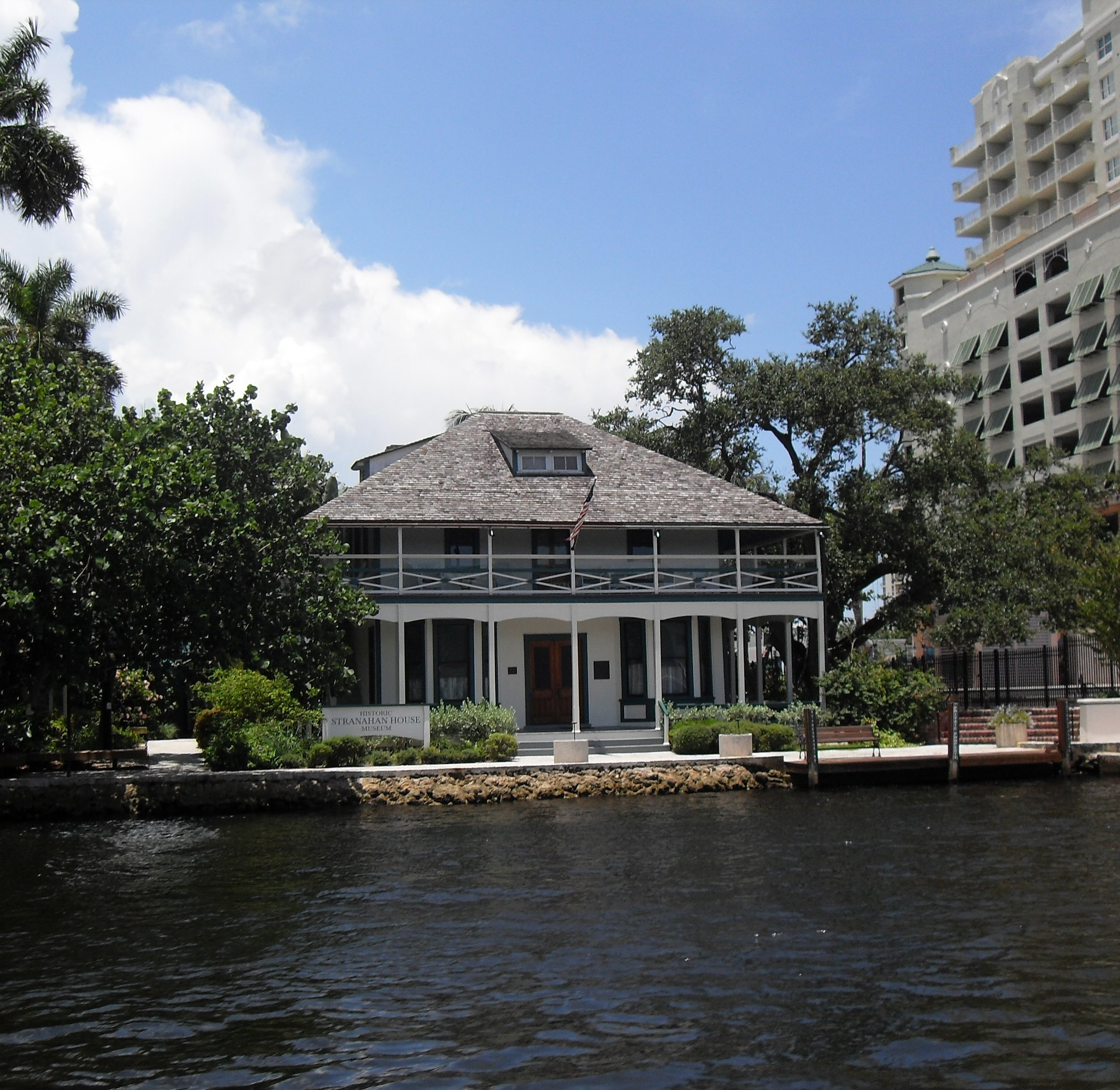
Stranahan house - nejstarší budova města, původně pošta
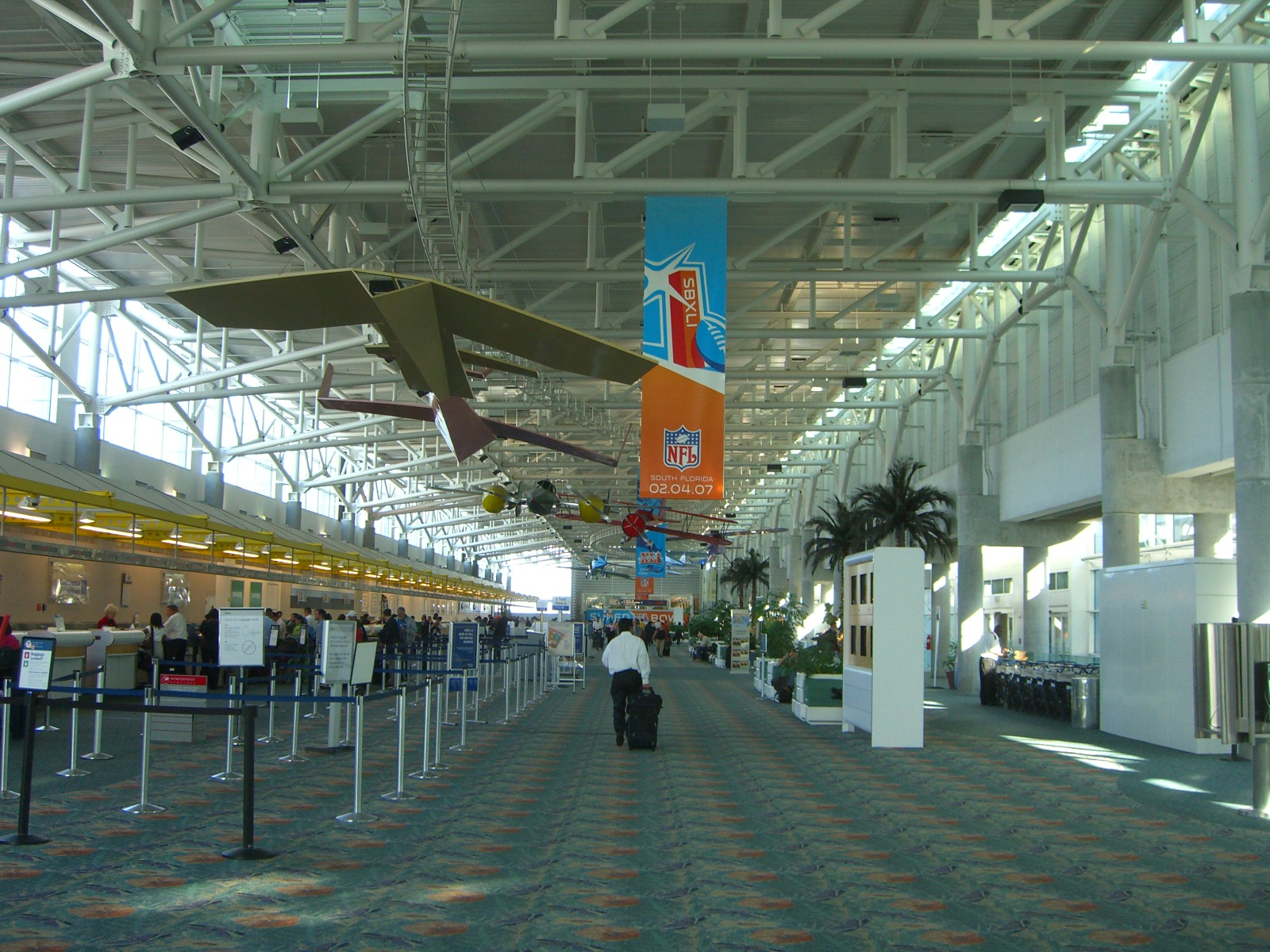
Terminál 1, letiště Fort Lauderdale - Hollywood